# Sea Sew
Sea Sew è l'album d'esordio della cantante irlandese Lisa Hannigan, pubblicato nel 2008 per la Hoop Records.
L'album ha raggiunto il terzo posto nella classifica degli album più venduti in Irlanda ottenendo il disco di platino.
Dall'album è stato estratto il singolo Lille.

## Tracce
Tutti i brani sono stati scritti dalla Hannigan tranne la traccia 7 da Bert Jansch
1. Ocean and a Rock
2. Venn Diagram
3. Sea Song
4. Splishy Splashy
5. I Don't Know
6. Keep It All
7. Courting Blues
8. Pistachio
9. Teeth
10. Lille

## Formazione
- Lisa Hannigan – voce, chitarra, harmonium
- Tom 'Tomo' Osander – batteria, percussioni, xilofono, chitarra
- Shane Fitzsimons – contrabbasso
- Donagh 'The Bunagh' Molloy – tromba, melodica, glockenspiel
- Lucy Wilkins – violino
- Vyvienne Long – violoncello
- Gavin Glass – pianoforte, harmonium
- Justin Carroll – organo hammond
- Cathy Davey – voce
- Rhob Cunningham – voce

## Crediti
- Ricami e lavorazione a maglia – Lisa e Frances Hannigan
- Artwork – Conor & David
- Artwork Photography – Cliona O'Flaherty